# Carey Mulligan
Carey Hannah Mulligan (London, 28. svibnja 1985.) je britanska glumica.
Prvu filmsku ulogu ostvarila je 2005. godine u adaptaciji romana Jane Austen Ponos i predrasude redatelja Jo Wrighta. Nakon toga pojavila se u nekoliko britanskih televizijskih serija, uključujući epizodu serije "Doctor Who" pod nazivom "Blink", koju ljubitelji serije često navode kao jednu od najboljih epizoda svih vremena.
Godine 2008. Mulligan je igrala ulogu Nine u broadwayskoj adaptaciji Čehovljeve drame Galeb koja je dobila pozitivne komentare kritičara.
Pozornost šire javnosti privukla je svojom prvom glavnom ulogom u filmu Obrazovanje iz 2009. godine, koja joj je donijela nagradu BAFTA za najbolju glumicu u glavnoj ulozi, kao i nominacije za Oscara, Zlatni globus i Nagradu Udruženja filmskih glumaca. Nakon toga ostvarila je zapažene uloge u filmovima: Ne puštaj me, Sramota, Vozač, Veliki Gatsby, U glavi Llewyn Davisa i "Maestro".
Mulligan je od 2012. veleposlanica Društva za Alzheimerovu bolest, a od 2014. godine ambasadorica udruge "Djeca rata".

## Vanjske poveznice
- Carey Mulligan u internetskoj bazi filmova IMDb-u (engl.)